# Queercore: How to Punk a Revolution
Queercore: How to Punk a Revolution é um documentário alemão em língua inglesa de 2017, dirigido por Yony Leyser, que retrata o movimento social e cultural conhecido como Queercore. O documentário produzido por Thomas Janze foca nos diversos elementos do movimento, incluindo a música, o cinema e o ativismo.

## Premissa
Um grupo de artistas, como resposta à comunidade gay do inícios da década de 1980 apresentar traços mais "burgueses", iniciou o movimento ativista Queercore, misturando a fúria punk e a irreverência da comunidade LGBTQ na música e no cinema para instigar a consciência. O documentário, então, exibe uma "vingança cultural" com tons anárquicos e abraça a comunidade transexual.
Queercore, dirigido por Yony Leyser e produzido por Thomas Janze, apresenta histórias de Bruce LaBruce, de G.B. Jones e de Riot Grrrls.

## Estreias
O filme estreou no Sheffield DocFest em 12 de junho de 2017 e foi adquirido para distribuição na Europa pela Edition Salzgeber.  Queercore também foi adquirido para televisão pelo canal de televisão Arte, na França, e pela Zweites Deutsches Fernsehen, na Alemanha.
Foi anunciado em 9 de fevereiro de 2018 que todos os direitos do filme nos EUA foram adquiridos pela distribuidora Altered Innocence, com um lançamento nos cinemas dos EUA planejado para o final de 2018. O filme estreou nos cinemas em 23 de setembro de 2018 e foi lançado em DVD, Blu-ray e VOD em 8 de janeiro de 2019.

## Reconhecimento
O documentário recebeu o Prêmio Felix de melhor documentário de longa-metragem no 19º Festival do Rio.